# Corybas aduncus
Corybas aduncus är en orkidéart som först beskrevs av Rudolf Schlechter, och fick sitt nu gällande namn av Rudolf Schlechter. Corybas aduncus ingår i släktet Corybas, och familjen orkidéer. Inga underarter finns listade i Catalogue of Life.